# 1906年屆間運動會射擊比賽
1906年的運動會中，有 16 項的射擊運動比賽。

## 獎牌統計
- 瑞士：5 金，6 銀，4 銅（總計 15 面獎牌）
- 法國：4 金，3 銀，5 銅（總計 12 面獎牌）
- 挪威：3 金，2 銀，1 銅（總計 6 面獎牌）
- 希臘：2 金，3 銀，3 銅（總計 8 面獎牌）
- 英國：2 金，2 銅（總計 4 面獎牌）
- 瑞典：1 銀，1 銅（總計 2 面獎牌）
- 義大利：1 銀（總計 1 面獎牌）
- 總計：16 金，16 銀，16 銅

## 比賽結果
25 公尺 快速手槍射擊
- 金牌：Maurice Lecoq（法國）
- 銀牌：Léon Moreaux（法國）
- 銅牌：Arisitidis Rangavis（德國）

50 公尺 手槍射擊
- 金牌：Georgios Orphanidis（德國）
- 銀牌：Jean Fouconnier（法國）
- 銅牌：Aristidis Rangavis（德國）

20 公尺 手槍射擊l
- 金牌：Léon Moreaux（法國）
- 銀牌：Cesare Liverziani（義大利）
- 銅牌：Maurice Lecoq（法國）

30 公尺 手槍射擊
- 金牌：Konstantinos Skarlatos（德國）
- 銀牌：Johann Hübner von Holst（瑞典）
- 銅牌：Wilhelm Carlberg（瑞典）

自由步槍三姿
- 金牌：Gudbrand Skatteboe（挪威）
- 銀牌：Konrad Stäheli（瑞士）
- 銅牌：Jean Reich（瑞士）

自由步槍臥姿
- 金牌：Gudbrand Skatteboe（挪威）
- 銀牌：Louis Richardet（瑞士）
- 銅牌：Konrad Stäheli（瑞士）

自由步槍跪姿
- 金牌：Konrad Stäheli（瑞士）
- 銀牌：Louis Richardet（瑞士）
- 銅牌：Marcel Meyer de Stadelhofen（瑞士）

自由步槍立姿
- 金牌：Gudbrand Skatteboe（挪威）
- 銀牌：Julius Braathe（挪威）
- 銅牌：Albert Helgerud（挪威）

自由步槍自由位置
- 金牌：Marcel Meyer de Stadelhofen（瑞士）
- 銀牌：Konrad Stäheli（瑞士）
- 銅牌：Léon Moreaux（法國）

團隊自由步槍
- 金牌：瑞士
- 銀牌：挪威
- 銅牌：法國

25 公尺 軍用手槍（標準形式）
- 金牌：Louis Richardet（瑞士）
- 銀牌：Alexandros Theofilakis（德國）
- 銅牌：Georgios Skotadis（德國）

25 公尺 軍用手槍（1873 形式）
- 金牌：Jean Fouconnier（法國）
- 銀牌：Raoul de Boigne（法國）
- 銅牌：Hermann Martin（法國）

200 公尺 軍用步槍
- 金牌：Léon Moreaux（法國）
- 銀牌：Louis Richardet（瑞士）
- 銅牌：Jean Reich（瑞士）

300 公尺 軍用步槍
- 金牌：Louis Richardet（瑞士）
- 銀牌：Jean Reich（瑞士）
- 銅牌：Raoul de Boigne（法國）

單不定向飛靶
- 金牌：Gerald Merlin（英文）
- 銀牌：Ioannis Peridis（德國）
- 銅牌：Sidney Merlin（英文）

雙不定向飛靶
- 金牌：Sidney Merlin（英文）
- 銀牌：Anastasios Metaxas（德國）
- 銅牌：Gerald Merlin（英文）